# Grande roue de Vienne

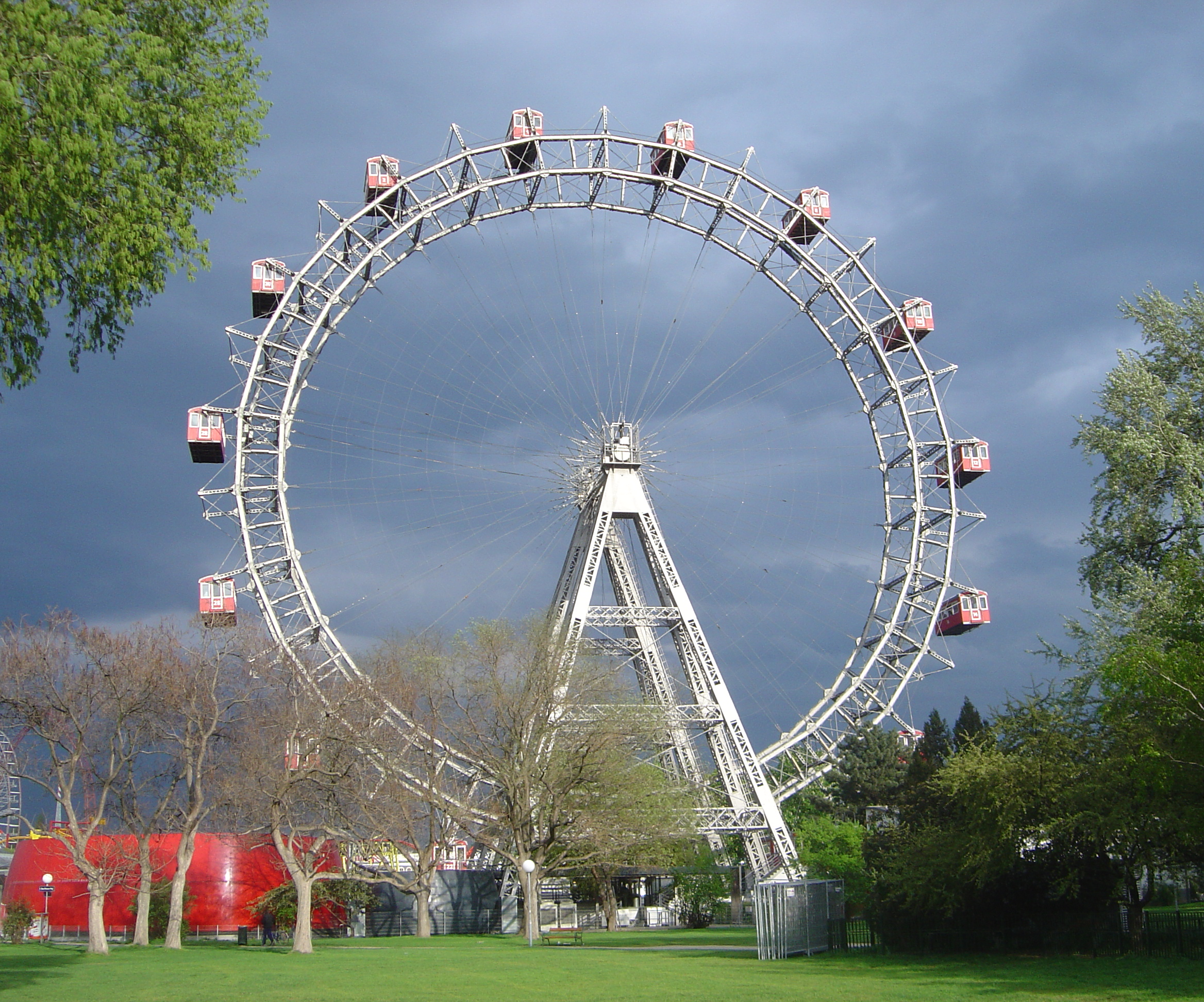
La Grande roue de Vienne, située au Prater.

La Grande roue de Vienne (en allemand : Wiener Riesenrad) est une grande roue de 64,75 mètres de hauteur située à l'entrée du parc d'attractions du Prater à Leopoldstadt, le deuxième arrondissement de la capitale autrichienne. Elle est l'une des attractions touristiques les plus populaires de Vienne et symbolise le quartier ainsi que, pour beaucoup de personnes, la ville elle-même.
Construite en 1896-1897 sur les plans des architectes anglais Walter Basset et Harry Hitchens, ce fut la plus haute grande roue existant dans le monde entre 1920 et 1985. Elle fut incendiée lors d'un bombardement en 1944 et reconstruite en 1953, avec 15 seulement des 30 nacelles d'origine.

## Images

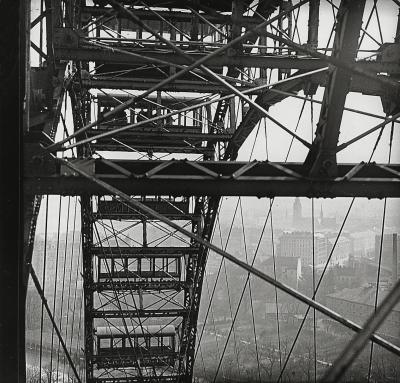
Photographie vers l'intérieur de la Grande roue, prise depuis une des nacelles par Emil Mayer entre 1905 et 1914. On distingue en arrière-plan Vienne et notamment le clocher de l’église.

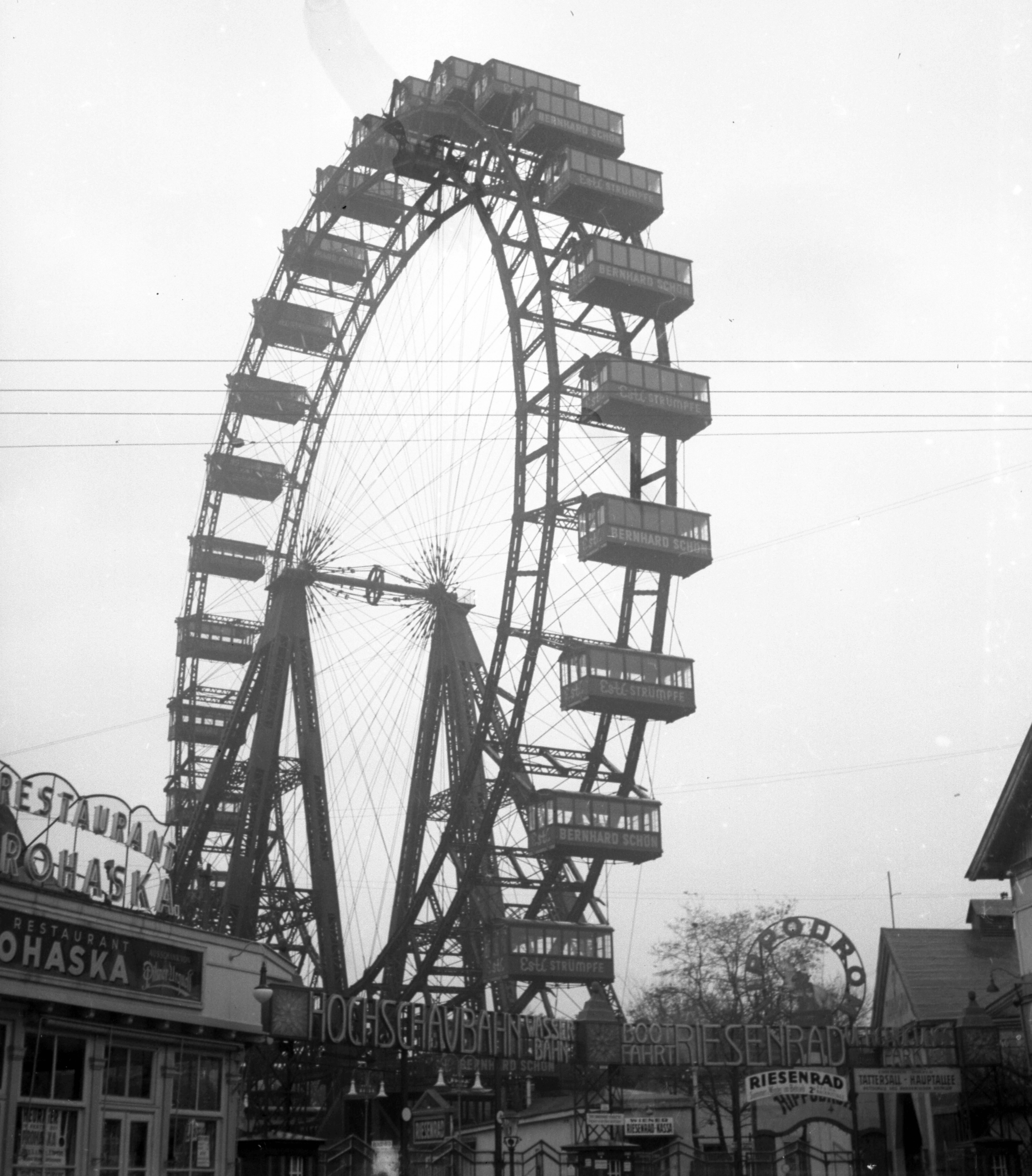
La roue du Prater en 1936, avec l'ensemble de ses nacelles d'origine.

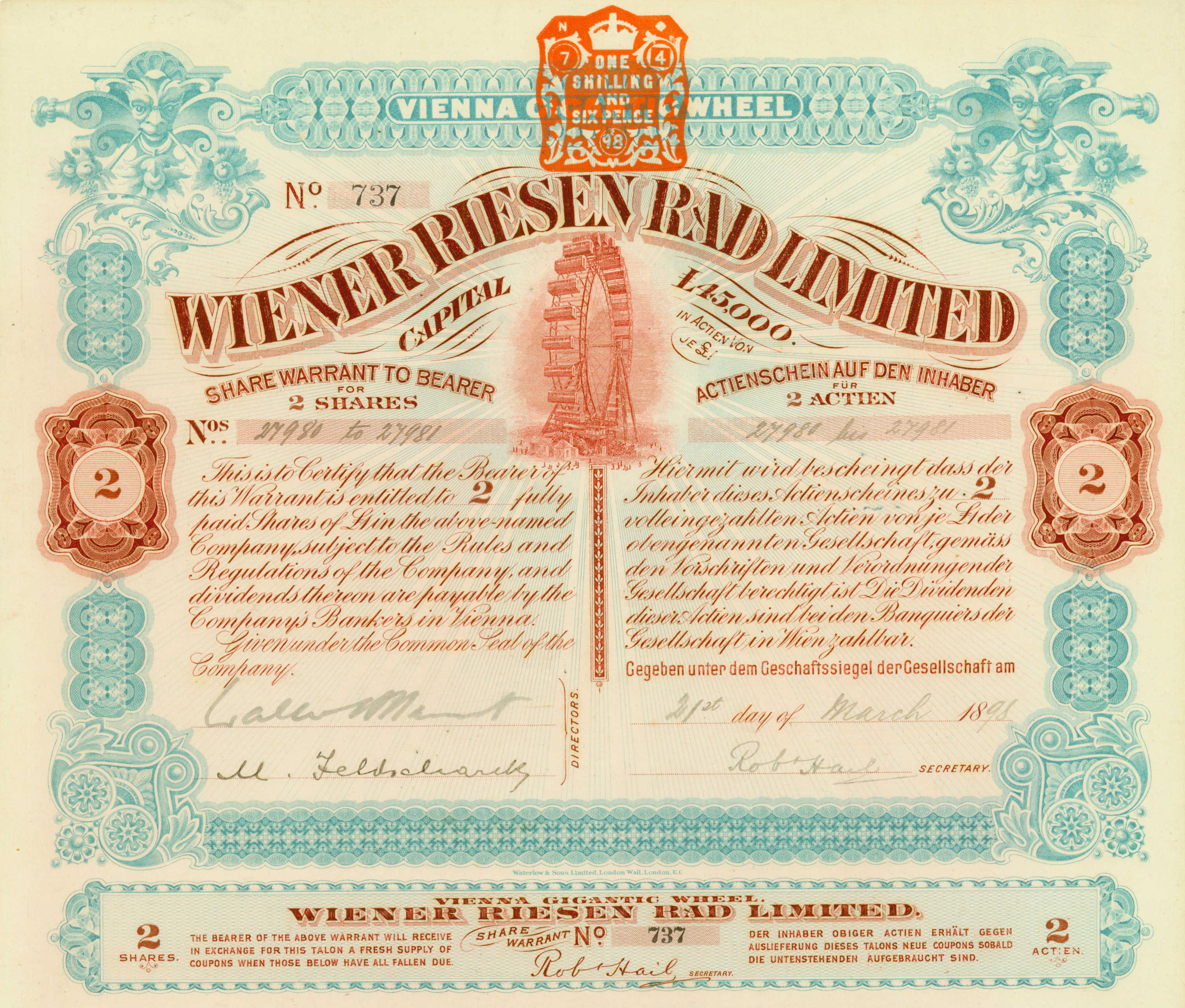
Action de la Wiener Riesen Rad Ltd. en date du 21 mars 1898.

## Dimensions
- Diamètre : 60,94 m
- Hauteur : 64,95 m
- Masse de la roue : 244,85 t
- Diamètre intérieur : 49,68
- Diamètre extérieur : 55,78 m